# Odontomyia bimaculata
Odontomyia bimaculata är en tvåvingeart som beskrevs av Yang 1995. Odontomyia bimaculata ingår i släktet Odontomyia och familjen vapenflugor. Inga underarter finns listade i Catalogue of Life.